# اچ‌ام‌اس کاونتری (۱۷۵۷)
اچ‌ام‌اس کاونتری (۱۷۵۷) (به انگلیسی: HMS Coventry (1757)) یک کشتی است که طول آن ۱۱۸ فوت ۴ ۳⁄۴ اینچ (۳۶٫۰۸۷ متر) می‌باشد. این کشتی در سال ۱۷۵۷ ساخته شد.